# Мас, Сильвер
Сильвер Мас (фр. Sylvère Maes; 27 августа 1909, Гистел, Бельгия — 5 декабря 1966, Остенде, Бельгия) — бельгийский профессиональный шоссейный велогонщик в 1932—1948 годах. Двукратный победитель велогонки «Тур де Франс» (1936, 1939).

## Достижения
1932
2-й Чемпионат Фландрии
7-й Гран-при Наций
1933
1-й Париж — Рубе
1-й Схал Селс
10-й Тур Фландрии
10-й Париж — Брюссель
1934
8-й Тур де Франс — Генеральная классификация
1-й — Этап 23
9-й Париж — Брюссель
1935
4-й Тур де Франс — Генеральная классификация
1-й — Этап 15
9-й Париж — Брюссель
1936
1-й  Тур де Франс — Генеральная классификация
1-й — Этапы 13b (ИГ), 14b (ИГ), 16 и 18b (ИГ)
2-й Париж — Рен
4-й Париж — Брюссель
10-й Париж — Тур
1937
1-й — Этап 5b (ИГ) Тур де Франс — Генеральная классификация
6-й Париж — Брюссель
8-й Париж — Ницца
9-й Тур Фландрии
1938
2-й Тур Фландрии
2-й Флеш Валонь
5-й Льеж — Бастонь — Льеж
1939
1-й  Тур де Франс — Генеральная классификация
1-й  — Горная классификация
1-й — Этапы 15 и 16 (ИГ)
1-й Circuit du Morbihan — Генеральная классификация
1-й — Этап 2
5-й Париж — Тур
1947
5-й Джиро д’Италия — Генеральная классификация

### Гранд-туры
| Гранд-тур      | 1934 | 1935 | 1936 | 1937 | 1938 | 1939 | 1940 | 1941 | 1942 | 1943 | 1944 | 1945 | 1946 | 1947 |
| -------------- | ---- | ---- | ---- | ---- | ---- | ---- | ---- | ---- | ---- | ---- | ---- | ---- | ---- | ---- |
| Джиро д’Италия | —    | —    | —    | —    | —    | —    | —    | НП   | НП   | НП   | НП   | НП   | —    | 5    |
| Тур де Франс   | 8    | 4    | 1    | НФ   | 14   | 1    | НП   | НП   | НП   | НП   | НП   | НП   | НП   | —    |

| —  | Не участвовал                                      |
| НП | Соревнование не проводилось (Вторая мировая война) |
| НФ | Не финишировал                                     |